# Augustus Rohdt
Augustus Rohdt, auch August Rohde, August Rothe oder August Roth, latinisiert Augustus Rohdius (* 20. Mai 1596 in Freiberg; † 24. Februar 1652 in Olbernhau-Grünthal), war ein kursächsischer Montanunternehmer, Faktor der Saigerhütte Grünthal bei Olbernhau im Erzgebirge und Gründer des Eisenwerkes Rothenthal.

## Leben

### Kindheit und Ausbildung
Augustus Rohdt wurde am 20. Mai 1596 als zweiter von drei Söhnen des Michael Rohdt in Freiberg geboren. Über seine Kindheit ist wenig bekannt. Er erhielt eine klassische Ausbildung mit einem Schwerpunkt im Montanwesen sowie Lateinunterricht. Von seinem Vater Michael Rohdt, der ebenfalls Faktor der Grünthaler Saigerhütte war, wurde er in den Scheide- und Probierkünsten geschult.

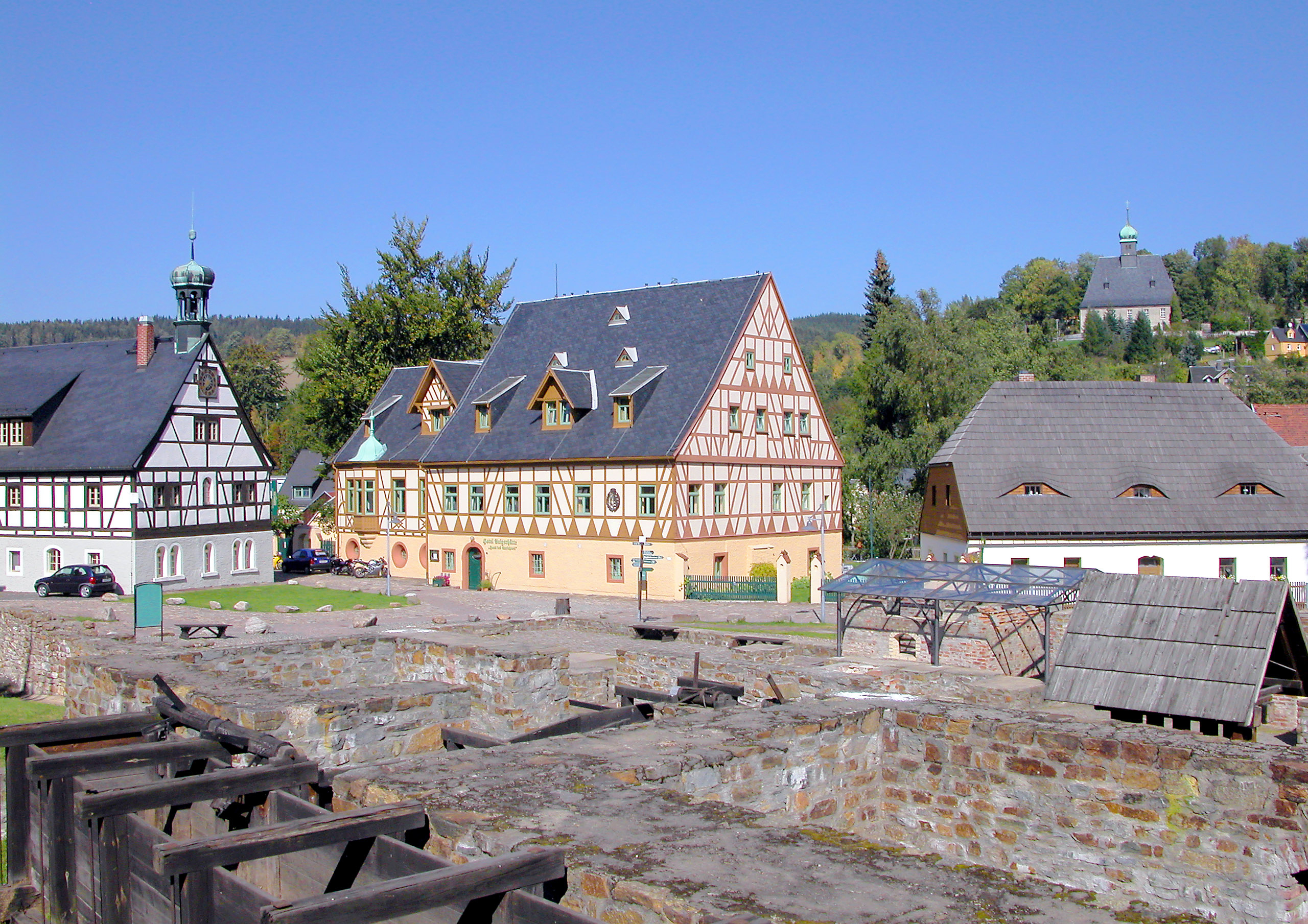
Das Areal der Grünthaler Saigerhütte. Augustus Rohdt war 1623 bis 1652 Faktor des Werkes.

### Montanunternehmungen
1618 wurde Augustus Rohdt von Kurfürst Johann Georg I. und den Gewerken zum Hüttenschreiber ernannt. In der Kipper- und Wipperzeit war er zudem Schichtmeister. In dieser Zeit ließ Kurfürst Johann Georg I. von Sachsen im Althammer einseitig geprägte Billonpfennige ohne Münzmeisterzeichen herstellen. Nach dem Tod seines Vaters 1623 übernahm Augustus in der Hütte die Funktion des Faktors. Im folgenden Jahr heiratete er Anna Maria Schönleben (1606–1686), die Tochter des vermögenden Freiberger Ratsmannes und Rittergutsbesitzers Ernst Schönleben (1574–1644).
1626 wandte sich Augustus Rohdt mit einem Hinweis an Johann Georg I., dass böhmische Kaufleute den Bau einer Drahthütte in unmittelbarer Nähe der Grenze planten. Um der potentiellen Konkurrenz zuvorzukommen, schlug er den Bau eines eigenen Werkes in der Nähe der Grünthaler Saigerhütte vor. Johann Georg I. kam diesem Ansinnen nach und gab Augustus Rohdt weitreichende Konzessionen für den Bau eines Drahtzieh- und Eisenwerkes in der Nähe der Saigerhütte an einem öden Platz an der Natzschung.

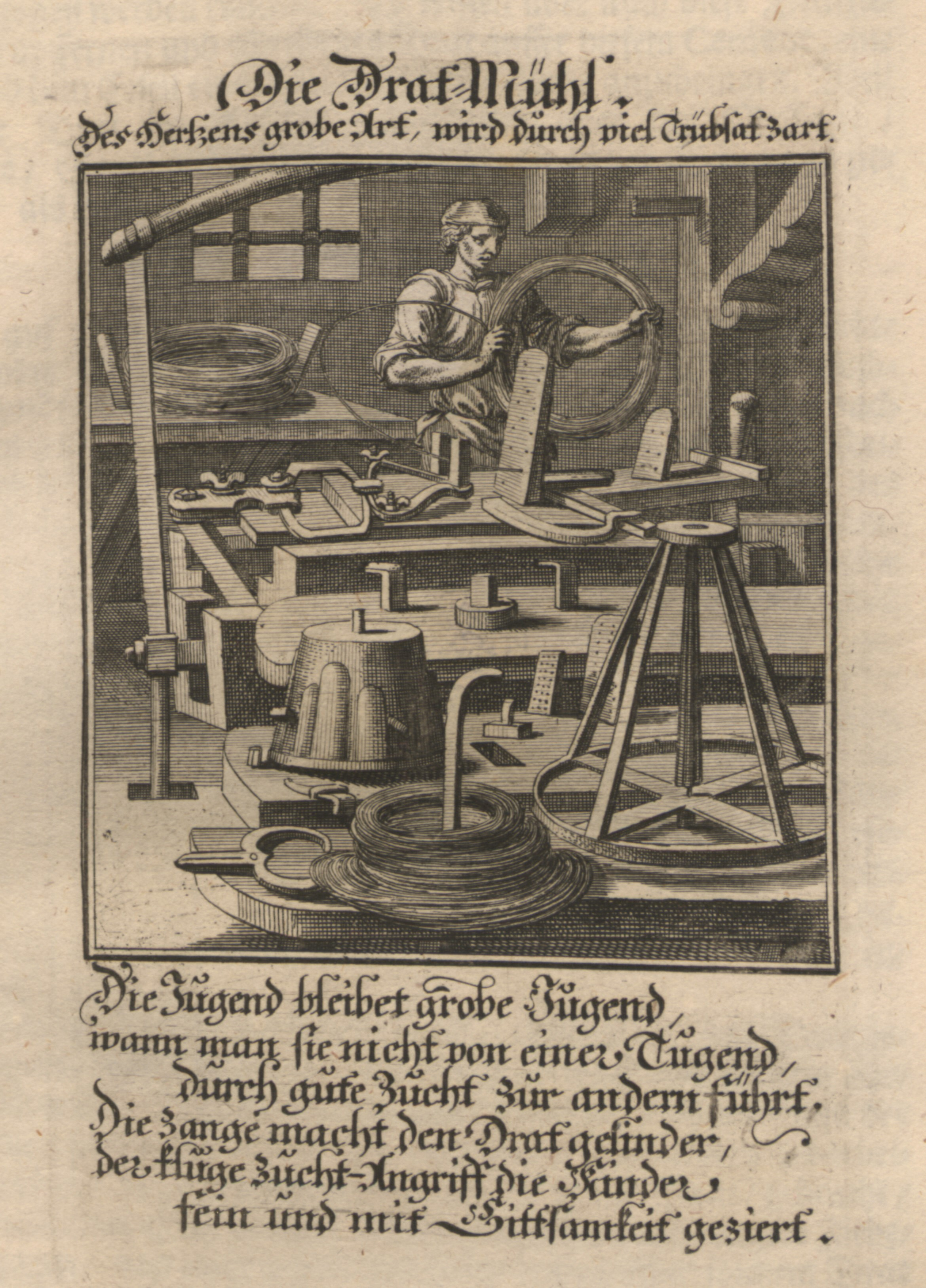
Darstellung einer Drahtziehermühle bei Christoph Weigel (1698). Augustus Rohdt betrieb ein solches Werk.

Augustus Rohdt verstand es, das Werk trotz der Wirren des Dreißigjährigen Krieges aufzubauen. Im Jahr 1649 beschäftigte er 66 Arbeiter, darunter zwölf Drahtzieher, vier Scheibenzieher, zwölf Männer an den Hämmern, sieben Köhler und je fünf Mann als Hochofenarbeiter und in der Zinnerei. Aus den Hausstätten der Arbeiter entwickelte sich der heutige Ort Rothenthal. Neben seiner Funktion als Hüttenleiter betätigte sich Augustus Rohdt auch im Bergbau. Sein Name lässt sich im Zusammenhang mit dem Fortuna Sollen in Deutschkatharinenberg nachweisen. Er ließ in unmittelbarer Nähe zum Werk im Tal der Natzschung nach Eisenerz suchen und erschloss dort die Fundgrube Roter Hirsch. 1636 mutete er die Fundgrube Weißer Löwe bei Heidersdorf, die in den folgenden Jahrzehnten zum wichtigsten Rohstoffzulieferer für sein Werk wurde.
Im September 1632 besetzten und plünderten schwedische Truppen unter Heinrich von Holk die Grünthaler Saigerhütte. Während die meisten Arbeiter in die nahen Wälder flohen, wich Augustus Rohdt bis November ins sichere Freiberg aus. In den folgenden Jahren erpressten die Schweden mehrmals Schutzgeld vom Faktor der Hütte. Im Januar 1646 wurden bei einem erneuten Überfall die Umgebung zwölf Tage lang geplündert und das Torhaus, Schulhaus und Zimmerhaus der Hütte niedergebrannt. Nachdem die Truppen abgezogen waren, setzte Rohdt durch, dass hölzerne Palisaden zum Schutz vor weiteren Überfällen errichtet wurden.
Gegen Ende des Lebens wurde Rohdt mit Schwierigkeiten konfrontiert. 1647 beklagte der Amtshauptmann des Amtes Pirna und Besitzer des Eisenhammers bei Bahra, Johann Siegmund von Liebenau, dass Augustus Rohdt mit der Herstellung von Öfen aus Eisenguss gegen Konzessionen verstoße. In einer anderen Angelegenheit befand er sich mit dem Rat der Stadt Chemnitz im Streit um 2000 Gulden. Diese Streitigkeiten zogen sich über seinen Tod hin. 1652 starb Augustus Rohdt und sein gleichnamiger Sohn August Roth (1626–1679) übernahm das Werk in Rothenthal. Der aus Sankt Joachimsthal stammende und in Grünthal wirkende Priester Elias Pistorius verfasste im selben Jahr eine Leichenpredigt, die bei Georg Beuther in Freiberg gedruckt wurde.

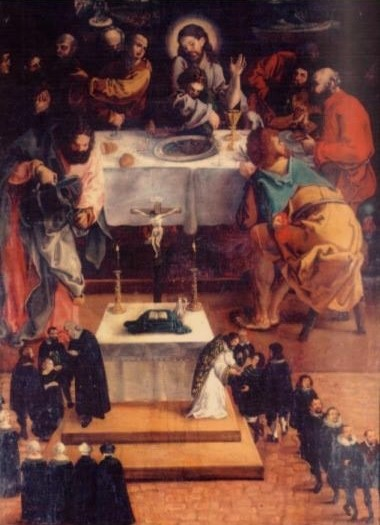
Augustus Rohdt stiftete 1649 das von Johann Finck auf eine Kupferplatte gemalte Altarbild der Stadtkirche von Olbernhau.

### Bautätigkeit
Augustus Rohdt betätigte sich als Bauherr auf dem Gelände der Saigerhütte. Ab 1626 ließ er das Herrenhaus grundlegend umgestalten. Jedoch wurde das Gebäude nur bis 1628 tatsächlich als Wohnung genutzt. Später war es als Neue Faktorei eingerichtet. Westlich des Unteren Hüttenteiches der Saigerhütte steht am oberen Hüttentor die ehemalige Laube des Augustus Rohdt. Die aus Holz erbaute Laube mit einem kupfergedeckten Zeltdach hat eine Grundfläche von 16 Quadratmetern. Sie wurde teilweise restauriert und die originale Farbgestaltung unter Verwendung einheimischer Kobaltfarben beibehalten. Im Inneren der Laube sind zur Erbauung Psalmen künstlerisch gestaltet angebracht.

### Wirken als Stifter
Neben seinen wirtschaftlichen Unternehmungen betätigte sich Augustus Rohdt auch als Stifter in der Region. Der Stadtkirche von Olbernhau stiftete er, nachdem sie während eines Einfalls schwedischer Truppen 1639 abgebrannt und 1648 wiederaufgebaut worden war, ein neues Altarbild. Das Gemälde nach einem Vorbild Albrecht Dürers stellt das Abendmahl in doppelter Gestalt dar und wurde von dem Freiberger Maler Johann Finck auf einer Grünthaler Kupferplatte geschaffen. Darüber hinaus stiftete er ein Positiv für die Begleitung des Gesangs und besorgte die neue Eindeckung des Kirchendaches. Da die Gemeinde nur 83 der 194 Taler aufbringen konnte, überließ er die Differenz als Legat mit der Auflage, die Zinsen jährlich unter den Armen zu verteilen. Im Freiberger Dom ließ Rohdt zusammen mit seinem Bruder Constantin 1649 den Altar erneuern, der 1560 von ihrem Vater Michael gestiftet worden war.

## Familie
Augustus Rohdt stammt aus einer verzweigten Familie kursächsischer Münzmeister. Sein Urgroßvater großmütterlicherseits, Andreas Alnpeck (1489–1563) entstammte seinerseits aus der Montanunternehmerfamilie der Alnpeck und war Münzmeister in Freiberg. Rohdts Großvater Matthäus Rohdt (1500–1578) war Münzmeister in Annaberg. Auch seine beiden Brüder hatten diese Funktion inne. Michael Rohdt (1590–1623) war Münzmeister in Annaberg, Constantin Rohdt (1600–1678) in Dresden.
Aus der von Elias Pistorius verfassten Leichenpredigt geht hervor, dass Augustus Rohdt mit Anna Maria Schönleben sechs Kinder hatte, von denen drei das Erwachsenenalter erreichten:
- August Roth Junior (1626–1679)
- Anna Margaretha Rothe (Lebensdaten unbekannt)
- Anna Catharina Rohdt (Lebensdaten unbekannt)

## Schriften
- Mit Christian Lyser: Disputatio Politica De Iure Monetarum, Wittenberg 1650. (Digitalisat)